# Castello di Poppelsdorf
Il castello di Poppelsdorf, in tedesco Poppelsdorfer Schloss era la residenza estiva del principe-arcivescovo dell'Elettorato di Colonia. Sorge a sud-ovest del centro della città di Bonn, in Germania.
Oggi è sede della facoltà di Mineralogia dell'Università di Bonn. Vi accoglie il Museo di pietre e minerali e i suoi giardini costituiscono il giardino botanico.

## Storia e descrizione

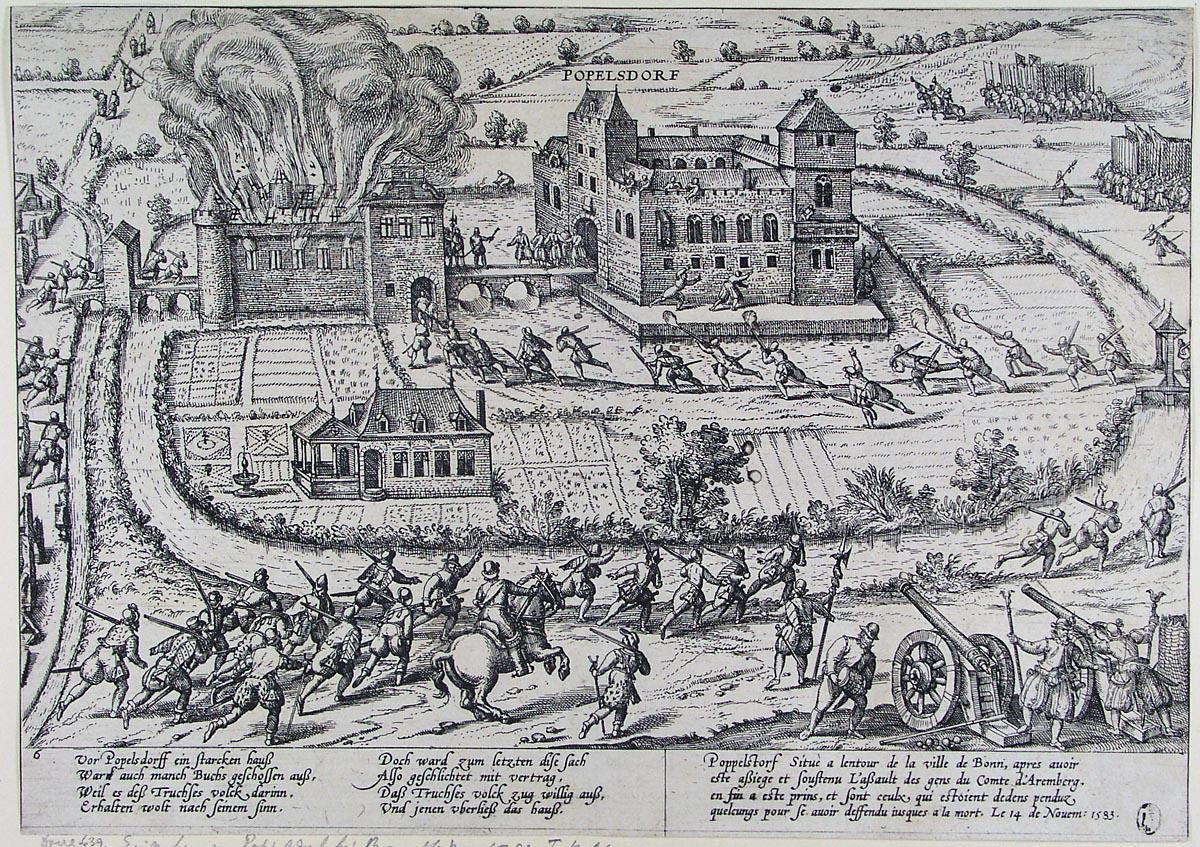
Il castello medievale in una stampa fiamminga del XVI secolo.

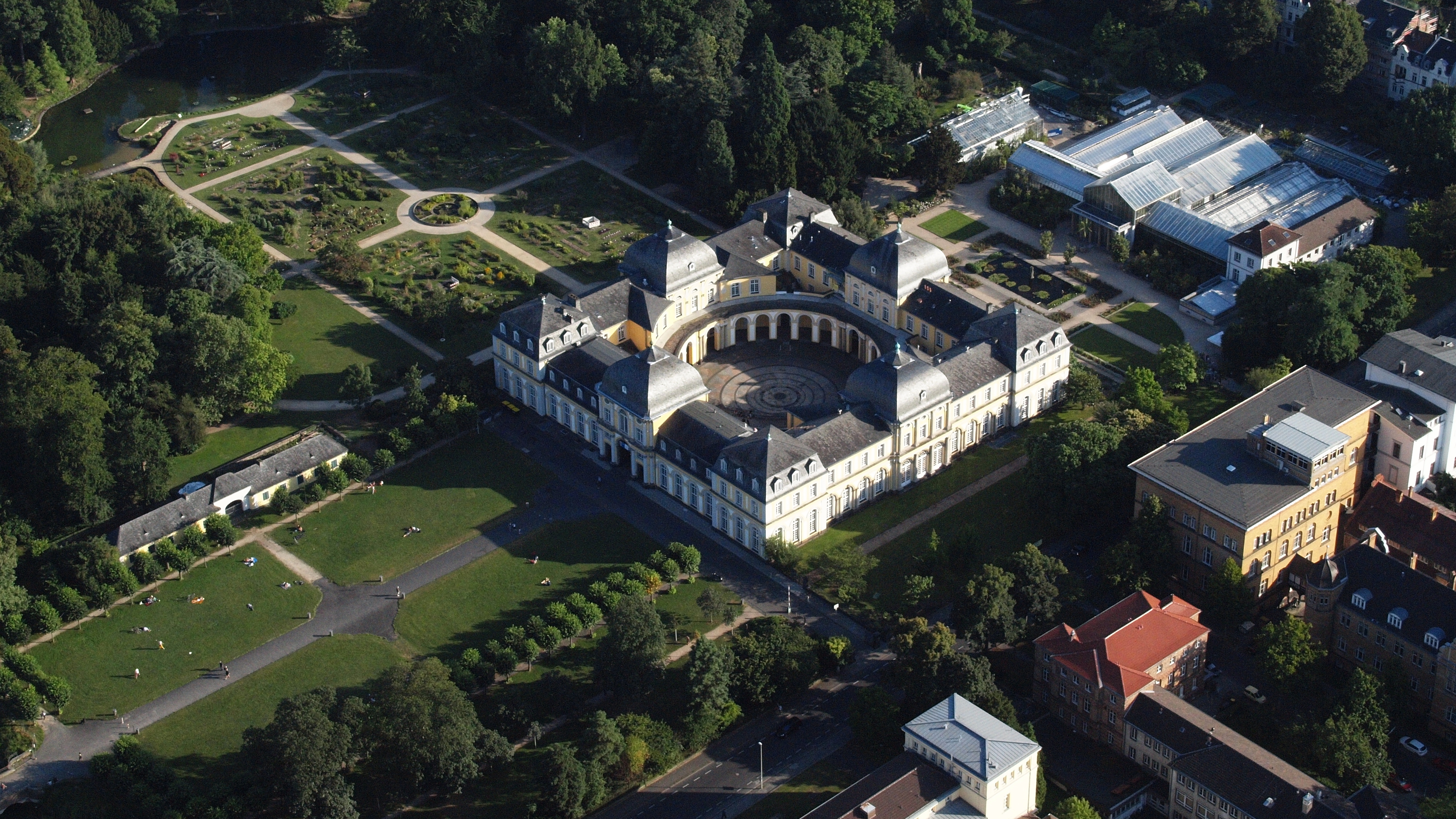
Veduta aerea del castello.

Sul luogo sorgeva un primo castello medievale con fossato che andò distrutto nel 1583 durante la guerra di Colonia.
Nel 1715 il principe-vescovo Giuseppe Clemente di Baviera commissionò la costruzione di un nuovo edificio all'architetto il francese Robert de Cotte. La prima pietra fu posta il 21 agosto dello stesso anno e il progetto prevedeva un palazzo a quattro ali con quattro padiglioni angolari e altrettanti centrali che chiudevano una corte. Nel cortile, quadrato, vi era iscritto un portico circolare. Il castello venne collegato alla Residenza di città attraverso un lungo viale rettilineo, la Poppelsdorfer Allee, che all'inizio prevedeva anche la realizzazione di un canale.
Nel 1735, alla morte dell'architetto, il principe-vescovo Clemente Augusto di Baviera affidò il completamento e ampliamento dell'edificio a Balthasar Neumann, che lo completò nel 1756.
Nel 1818, in epoca prussiana, il palazzo e suoi giardini furono donati all'Università di Bonn. Il parco, trasformato in giardino botanico, accolse undici serre atte a ospitare più di 8.000 piante. 
Le serre e il castello furono gravemente danneggiati durante l'inverno del 1944-45. I lavori di ricostruzione furono avviati alla fine dell'estate del 1949.

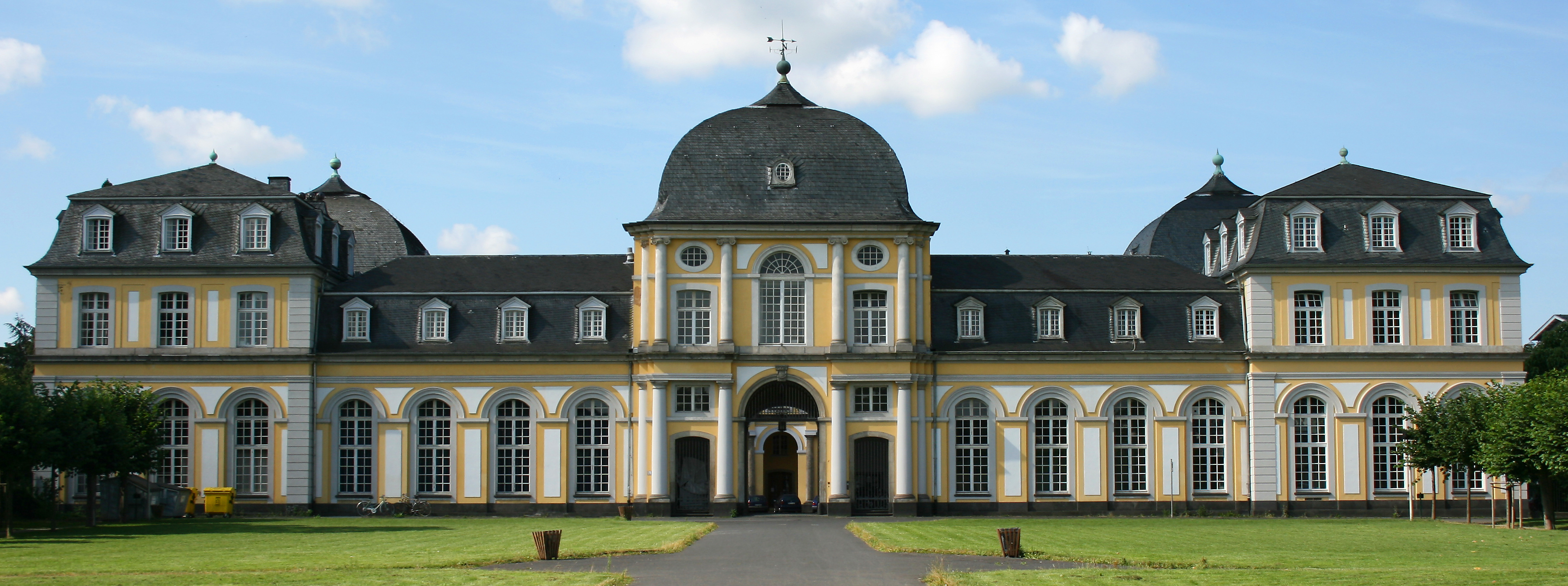
La facciata principale.